# Coenosia sibirica
Coenosia sibirica är en tvåvingeart som beskrevs av Willi Hennig 1961. Coenosia sibirica ingår i släktet Coenosia och familjen husflugor. Inga underarter finns listade i Catalogue of Life.